# Semiothisa juvenilis
Semiothisa juvenilis är en fjärilsart som beskrevs av Claude Herbulot 1965. Semiothisa juvenilis ingår i släktet Semiothisa och familjen mätare. Inga underarter finns listade i Catalogue of Life.